# Archives nationales

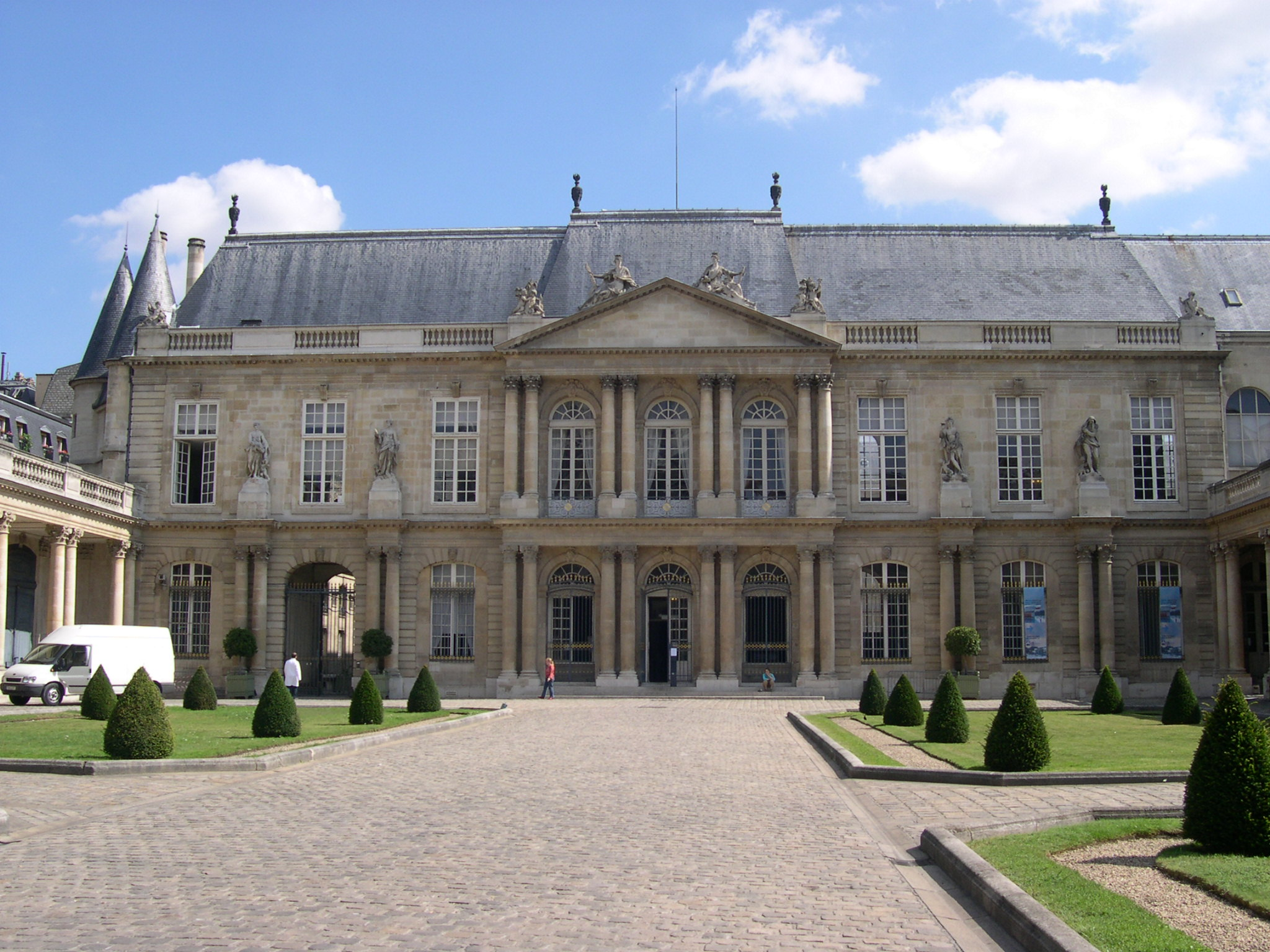
Dinh thự Soubise, trụ sở của Viện lưu trữ quốc gia Pháp tại Paris

Archives nationales (Viện lưu trữ quốc gia) là cơ quan lưu trữ của Chính phủ Pháp, ngoại trừ các tài liệu của Bộ Ngoại giao và Bộ Quốc phòng vì hai bộ này có cơ quan lưu trữ riêng.
Viện lưu trữ quốc gia của Pháp được thành lập năm 1790, dưới thời kỳ Cách mạng. Ngày nay cơ quan này bao gồm nhiều trụ sở. Tại Paris, Viện lưu trữ quốc gia được đặt trong hai dinh thự Soubise và Rohan. Ngoài ra, viện còn có trụ sở ở Fontainebleau và Saint-Gilles-du-Gard. Trụ sở ở Paris của Viện lưu trữ quốc gia Pháp cũng giữ vai trò một bảo tàng, năm 2007 đã đón lượt 143.827 khách thăm.